# سوپرفلای (فیلم)
سوپرفلای (به انگلیسی: Super Fly) فیلمی ۹۳ دقیقه‌ای به کارگردانی گوردون پارکز جونیور با بازی رون اونیل است.